# Pelomys fallax
Pelomys fallax är en däggdjursart som först beskrevs av Peters 1852.  Pelomys fallax ingår i släktet Pelomys och familjen råttdjur. IUCN kategoriserar arten globalt som livskraftig. Inga underarter finns listade.
Detta råttdjur förekommer från Kenya och sydvästra Uganda till Angola, norra Botswana, Zimbabwe och Moçambique. Habitatet utgörs av savanner med glest fördelade träd och buskar. Arten uppsöker även trädgårdar och jordbruksmark.
Arten når en kroppslängd av 22 till 36,5 cm, inklusive en 11,4 till 18,3 cm lång svans. Honor är med en vikt av 100 till 150 g lite lättare än hannar som väger 100 till 170 g. Pälsen på ovansidan har en rödbrun till gulbrun grundfärg. Många hår har svarta spetsar och dessutom är gröna eller blåa skuggor vanligt förekommande. En mer eller mindre sammanhängande mörk linje kan finnas på ryggens topp. Ibland är bålens bakre del mera rödaktig. Buken och andra delar av undersidan är täckta av ljusbruna till vita hår. Även svansen är uppdelad i en svartaktig ovansida och en ljusbrun till vit undersida. Kännetecknande är djupa rännor i de övre framtänderna. Bakfötternas lilltå är utrustad med en nagel och de andra tårna klor.
Individerna är aktiva på natten eller på morgonen. De äter gräs, andra gröna växtdelar och ibland frön. Honor föder upp till fyra ungar per kull.